# Ouka Leele
Bárbara Allende Gil de Biedma známá jako Ouka Leele (29. června 1957 Madrid – 24. května 2022 Madrid) byla španělská fotografka, malířka a básnířka. Její strýc Jaime Gil de Biedma byl básník a její sestřenice Esperanza Aguirre starostka Madridu. Byla jednou z nejvýznamnějších fotografů hnutí Movida Madrileña, spolupracovala jako ilustrátorka a sama napsala několik knih poezie.

## Dílo
Získala povolení manipulovat s nejslavnějšími obrazy ze sbírky madridského muzea Prado, vytvořila parafráze Rubense nebo Velázqueze. Její rozptyl prací je široký. Pořizuje černobílé portréty a autoportréty, fotografické surrealistické koláže nebo inscenované scény s mnoha herci.
Pro charitativní účely vznikla skupinová fotografie nazvaná Spirála solidarity. Z padesátimetrového jeřábu nasnímala obří spirálu, kterou svými těly vytvořily kolumbijské děti žijící na ulici. Fotografka je oblékla do červených a bílých pláštěnek a seskupila je do tvaru šnečí ulity.

## Ocenění
- Národní fotografická cena Španělska, Španělské ministerstvo kultury, 2005.
- Premio de Cultura de la Comunidad de Madrid, 2003 (fotografie).
- Premio Ícaro de Artes Plásticas, Diario 16, 1983.

## Sbírky
Výběr
- Centre of Vieille Charité, Marseille
- Photography Andalusian Centre
- Collection Arco, Madrid
- Foundation Cartier, Paříž
- Foundation La Caixa, Barcelona
- Instituto Cervantes, Lisabon
- Muzeum královny Sofie, Madrid
- Tabaco Gitanes, Paříž

## Výstavy
- Ouka Leele: Transgresivní utopie, Staroměstská radnice Praha, 14. května – 25. července 2010

## Publikace
- Poesía en carne viva (Ediciones Atlantis,[4] 2006)
- Ouka Leele. El nombre de una estrella (Ellago Ediciones,[5] 2006)
- Ouka Leele inédita (tf. editores,[6] 2008).